# Epidendrum campestre
Epidendrum campestre é uma espécie rupícola de altitude, sua incidência ocorre, normalmente, há altitudes que variam entre 900 e 1200 metros. A espécie abrange áreas das serras mineiras ao planalto central brasileiro. Pseudobulbo periforme e afunilado, com 10 centímetros de altura, portando duas ou três folhas estreitas, claviculadas e rígidas de 10 centímetros de comprimento. Hastes florais que surgem no ápice dos pseudobulbos, no meio das folhas e portam até dez pequenas flores. Flor de 1 centímetro de diâmetro, com todos os segmentos de cor rosa-lilácina. Labelo largo com mancha branca em sua base.
Floresce na primavera.